# Holstein Kiel
Holstein Kiel (KSV Holstein eller Kieler SV Holstein) er en tysk fodbold- og idrætsforening i byen Kiel, Slesvig-Holsten. Igennem 1910'erne og 1920'erne var foreningen en dominant størrelse i det nordlige Tyskland, hvor man kunne vinde seks regionale mesterskaber sammen med at stå i den regionale finale yderligere seks gange. Holstein har derudover ofte været deltager i den nationale playoffrunde, hvor man vandt vicemesterskabet i 1910 og vandt den eneste tyske mesterskabstitel i 1912. Klubben tilhørte den første division indtil grundlæggelsen af Bundesliga i 1963.

## Historie

### Grundlæggelsen til WWII
Holstein Kiel er et produkt af fusionen fra forgængerforeningen Kieler Fußball-Verein von 1900 og Kieler Fußball-Club Holstein. Den første forening var Kieler Fußball-Verein (senere 1. KFV) grundlagt den 7. Oktober 1900 fra medlemmer fra atletikforeningen Kieler Männerturnverein von 1844. Foreningen var ikke særlig succesrig og spillede aldrig en stor rolle i fodbolden generelt. Senere koncentrerede klubben sig på atletik.
Kieler Fußball-Club Holstein blev grundlagt den 4. Maj 1902 og blev omdøbt til Kieler Fußball-Verein Holstein von 1902 (FV Holstein Kiel) i 1908. Klubben blev meget hurtigt konkurrencedygtigt og i 1910 nåede man det tyske mesterskabsfinale, hvor man tabte 0-1 i ekstra tid til Karlsruher FV. I 1912 vandt man så det tyske mesterskab med et 2-1 i ekstra tid i semifinalen over den daværende tyske mester Viktoria 89 Berlin fulgt af en 1-0 sejr i finalen over førårets mester Karlsruher FV. I 1914 skiftede man navnet igen, efter at de nye sportsgrene hockey og atletik blev tilføjet, til Sportverein Holstein von 1902.
Den 7. Juni 1917 fusionerede 1. Kieler Fussball Verein von 1900 og Sportverein Holstein von 1902 efter at begge hold var alvorligt svækket efter første verdenksrig til den nuværende forening.
Som det er almindelig praksis i Tyskland overtog man grundlægelsesdatoen fra den ældre forening samtidig at man overtog stadionet, spilledragterne, farverne, logoet og navnet Holstein fra SV Holstein Kiel. Igennem 1920erne spillede holdet regelmæssigt i de nationale playoffs og nåede i 1926 semifinalen, hvor man tabte 1-3 til SpVgg Greuther Fürth. I 1930 spillede man sig i finalen, hvor man tabte 4-5 til Hertha BSC. Det følgende år nåede man semifinalen, hvor man tabte 0-2 til TSV 1860 München.
Under det Tredje Rige blev den tyske fodbold igen opdelt i seksten divisioner. Kiel spillede i Gauliga Nordmark og opnåede suveræne top-fem pladser, men kunne aldrig vinde en divisons-titel. I 1942 blev Gauliga Nordmark opdelt i Gauliga Hamburg og Gauliga Schleswig-Holstein. Nu hvor man ikke længere var i en division sammen med Hamburger SV og andre stærke hold fra byen vandt Kiel omgående divisions-titlen og forsvarede den over de næste to sæsoner indtil slutningen af 2. Verdenskrig bragte et stop for fodbolden i hele landet.
Disse titler bragte Kiel kvalifikationen til de nationale playoff runder. Den bedste sæson havde man i 1943, hvor man nåede til semifinalerne indtil man tabte til den senere mester Dresdner SC. Holdet erobrede dog tredje pladsen ved at sejre over FC Vienna Wien. Året efter forlod man playoff runderne hurtigt og i 1945 blev ingen finale spillet.

### Efterkrigstiden til i dag
Siden slutningen af krigen var Kiel primært et 2. og 3. divisionshold. Efter konflikten blev fodbolden i den vestlige del af Tyskland reorganiseret i fem regionale divisioner. Holstein Kiel spillede fra 1947 indtil 1963 i Oberliga Nord, hvor man blev vice-mester i 1953 og 1957. I 1961 vandt reserveholdet det tyske amatørmesterskab. Efter 1963 dannede man en enkelt national første division, kendt som Bundesliga. Klubben kom i den anden division og spillede i Regionalliga Nord (II). Det mislykkedes Kiel at gå videre til Bundesliga, efter at man vandt Regionalliga Nord-mesterskabet i 1965. Den tyske fodbold blev omstruktureret i 1974 med dannelsen af en ny anden division, kendt som 2. Bundesliga, og holdet rykkede ned til tredje division, hvor man spillede i Amateuroberliga Nord (III). Holstein Kiel rykkede op til 2. Bundesliga Nord i 1978 indtil 1981.
Med den tyske genforening i 1990 blev holdene fra Østtyskland en del af de nationale divisioner. Den tyske fodbold blev omstruktureret igen i 1994, og Holstein Kiel kvalificerede sig til den nye tredje division Regionalliga Nord (III). I 1996 spillede klubben for første gang i Oberliga Hamburg/Schleswig-Holstein (IV) og kom tilbage til Regionalliga Nord (III) i 1998. Efter at man ikke kvalificerede sig til den omstrukturerede Regionalliga (III), der blev sammenlagt fra to til tre, spillede man igen i Oberliga Hamburg/Schleswig-Holstein (IV). Holdet gjorde fremskridt de næste år og mistede kun knapt 2. Bundesliga i 2005-06 sæsonen. I 2007 gik man ned i Oberliga Nord (IV), hvorfra man rykkede op i 3. Liga (III) i 2009. Efter et år i den tredje division rykkede man ned i Regionalliga Nord (IV). Holdet nåede kvartfinalerne i DFB-Pokal i sæsonen 2011/2012, efter at man slog FC Energie Cottbus, MSV Duisburg og FSV Maniz 05. I kvartfinalen tabte man så til Borussia Dortmund med 0-4, hvilket var slutningen på pokaleventyret.I 2013 rykkede klubben op i 3. Liga, hvor de spillede i fire sæsoner inden holdet i 2017 rykkede op i 2. Bundesliga. Den første sæson sluttede de på tredje pladsen og spillede kvalifikations kamp om oprykning mod VfL Wolfsburg, tabte samlet 4:1.

## Titler

### National
- Tysk fodbold mesterskab (I): 1912
- Tysk fodbold vicemesterskab (I): 1910,1930

### Regional
- Nordtysk fodbold mesterskab (I): 1910, 1911, 1912, 1926, 1927, 1930
- Nordtysk fodbold vicemesterskab (I): 1914, 1922, 1923, 1928, 1929, 1931, 1932
- Gauliga Schleswig-Holstein mesterskab (I): 1943, 1944
- Oberliga Nord vicemesterskab (I): 1953, 1957
- Regionalliga Nord mesterskab (II): 1965
- Oberliga Hamburg/Schleswig-Holstein mesterskab (IV): 1998, 2001
- Oberliga Nord mesterskab (IV): 2008
- Regionalliga Nord mesterskab (IV): 2009, 2013

### Reserveholdet
National
- Tysk amateurmesterskab: 1961

Regional
- Schleswig-Holstein Liga mesterskab (II): 1961
- Schleswig-Holstein Liga mesterskab (IV): 1994
- Schleswig-Holstein Liga mesterskab (V): 2002, 2008, 2009

## De seneste sæsoner

### Holstein Kiel
| Year    | Division                | Position           |
| 2000-01 | Regionalliga Nord (III) | 13                 |
| 2001-02 | Regionalliga Nord (III) | 13                 |
| 2002–03 | Regionalliga Nord (III) | 13                 |
| 2003–04 | Regionalliga Nord (III) | 12                 |
| 2004–05 | Regionalliga Nord (III) | 10                 |
| 2005–06 | Regionalliga Nord (III) | 4                  |
| 2006–07 | Regionalliga Nord (III) | 15 (nedrykket)     |
| 2007–08 | Oberliga Nord (IV)      | 1 (oprykket)       |
| 2008–09 | Regionalliga Nord (IV)  | 1 (oprykket)       |
| 2009–10 | 3. Liga (III)           | 19 (nedrykket)     |
| 2010–11 | Regionalliga Nord (IV)  | 6                  |
| 2011–12 | Regionalliga Nord (IV)  | 2                  |
| 2012–13 | Regionalliga Nord (IV)  | 1 (oprykket)       |
| 2013–14 | 3. Liga (III)           | -                  |
| 2014-15 | 3.Liga (III)            | 3 (bliver i liga)  |
| 2015-16 | 3.Liga (III)            | 14 (bliver i liga) |
| 2016-17 | 3.Liga (III)            | 2 (oprykket)       |
| 2017-18 | 2. Bundesligaen         | 3 (bliver i liga)  |
| 2018-19 | 2. Bundesligaen         | 6 (bliver i liga)  |
| 2019-20 | 2. Bundesligaen         | 11 (bliver i liga) |
| 2020-21 | 2. Bundesligaen         | 3 (bliver i liga)  |
| 2021-22 | 2. Bundesligaen         | 9 (bliver i liga)  |
| 2022-23 | 2. Bundesligaen         | 8 (bliver i liga)  |
| 2023-24 | 2. Bundesligaen         | 2. (oprykket)      |
| 2024-25 | Bundesligaen            | 17. (Nedrykket)    |

### Divisionstilhørighed
siden 1947
- 1947–63 Oberliga Nord (I)
- 1963–74 Regionalliga Nord (II)
- 1974–78 Amateuroberliga Nord/Oberliga Nord (III)
- 1978–81 2. Bundesliga Nord (II)
- 1981–94 Amateuroberliga Nord/Oberliga Nord (III)
- 1994–96 Regionalliga Nord (III)
- 1996–98 Oberliga Hamburg/Schleswig-Holstein (IV)
- 1998–00 Regionalliga Nord (III)
- 2000–01 Oberliga Hamburg/Schleswig-Holstein (IV)
- 2001–07 Regionalliga Nord (III)
- 2007–08 Oberliga Nord (IV)
- 2008–09 Regionalliga Nord (IV)
- 2009–10 3. Fußball-Liga (III)
- 2010-13 Regionalliga Nord (IV)
- 2013- 3. Fußball-Liga (III)
- 2014- 3. Fudball-Liga (III)
- 2015- 3. Fudball-Liga (III)
- 2016- 3. Fudball-Liga (III)
- 2017- 2. Bundesliga (II)
- 2018- 2. Bundesliga (II)
- 2019- 2. Bundesliga (II)
- 2020- 2. Bundesliga (II)
- 2021- 2. Bundesliga (II)
- 2022- 2. Bundesliga (II)
- 2023- 2. Bundesliga (II)
- 2024- Bundesliga (I)

### Holstein Kiel II
| Year    | Division                                 | Position      |
| 2002–03 | Oberliga Hamburg/Schleswig-Holstein (IV) | 15            |
| 2003–04 | Oberliga Hamburg/Schleswig-Holstein (IV) | 1 (oprykket)  |
| 2004–05 | Oberliga Nord (IV)                       | 7             |
| 2005–06 | Oberliga Nord (IV)                       | 6             |
| 2006–07 | Oberliga Nord (IV)                       | 9 (nedrykket) |
| 2007–08 | Verbandsliga Schleswig-Holstein (V)      | 1             |
| 2008–09 | Schleswig-Holstein-Liga (V)              | 1             |
| 2009–10 | Schleswig-Holstein-Liga (V)              | 1             |
| 2010–11 | Schleswig-Holstein-Liga (V)              | 7             |
| 2011–12 | Schleswig-Holstein-Liga (V)              |               |

## Spillere

### Aktuelle kendte eller førhenværende spillere
| - Ernst Möller, spillede ni gange for Tyskland (1911–13) og scorede det afgørende mål i mesterskabskampen i 1912. - Sophus Nielsen - Adolf Werner - Ottmar Walter - Henry Peper rekordmålmand efter 2. VK med 271 kampe (1950–62). - Franz-Josef Hönig - Gerd Saborowski - Hans Peter Ehlers rekordspiller efter 2. VK med 368 kampe (1953–66). - Gerd Koll rekordscorer efter 2. VK med 141 mål (1959–68). | - Andreas Köpke - Oliver Held - André Trulsen - Francisco Copado - Jens Dowe - André Breitenreiter - Torben Hoffmann - Sidney Sam - Fin Bartels |

## Kvindeafdelingen
Siden Juli 2004 har klubben en afdeling for kvindefodbold efter at Wittenseer SV-TUS Felde besluttede at deres klub skulle tilslutte sig Holstein Kiel. Holdet spiller siden 2005/06 i 2. Bundesliga. 2011 rykkede holdet ned i den tredje division.
Seneste sæsoner
| Year    | Division                          | Position       |
| 2004–05 | Fußball-Regionalliga Nord (III)   | 1 (oprykket)   |
| 2005–06 | 2. Fußball-Bundesliga (kvinder)   | 6              |
| 2006–07 | 2. Fußball-Bundesliga (kvinder)   | 7              |
| 2007–08 | 2. Fußball-Bundesliga (kvinder)   | 6              |
| 2008–09 | 2. Fußball-Bundesliga (kvinder)   | 7              |
| 2009–10 | 2. Fußball-Bundesliga (kvinder)   | 10             |
| 2010–11 | 2. Fußball-Bundesliga (kvinder)   | 12 (nedrykket) |
| 2011–12 | Regionalliga Nord (kvinder) (III) | 1 (oprykket)   |

## Andre afdelinger
Andre afdelinger er håndbold (mænd og kvinder), Tennis og Cheerleading. Det kvindelige håndboldhold vandt i 1971 det tyske håndbold mesterskab.

## Ekstra
- Klubbens kælenavn er ”Storkene”, fordi det første klubhus (1902) hed Zum Storchennest (på dansk: til storkreden) og på grund af deres røde sokker.
- Holstein Kiel er den første tyske mester af Nordtysk Fodbold Union (Tysk: Norddeutscher Fußball-Verband – NFV)
- I 1914 blev holdet sendt til Baltic Games i Malmö for at repræsentere det tyske landshold. De vandt 7:0 imod Rusland og 1:0 imod Sverige.